# Phaeoscincus taomensis
Phaeoscincus taomensis — вид сцинкоподібних ящірок родини сцинкових (Scincidae). Ендемік Нової Каледонії. Описаний у 2014 році.

## Поширення і екологія
Phaeoscincus taomensis відомі за типовим зразком, зібраним на горі Таом, розташованій в гірському масиві д'Уазангу-Таом, на території Південної провінції Нової Каледонії. Вони живуть на узліссях вологих гірських тропічних лісів. Зустрічаються на висоті від 800 до 1100 м над рівнем моря.